# 理想化認知モデル
理想化認知モデル（りそうかにんちモデル、Idealized Cognitive Model; ICM）とは、認知言語学の用語。

## 概要
ある単語を理解するためには、その語が使用される環境、すなわち文化的慣習・社会制度・背景知識などを基盤にして、その語が指し示す事物ないし事態に意味づけを行わねばならない。そのとき、われわれ人間は語が指し示す対象が持つさまざまな属性を捨象し、かつ知覚しやすい形に単純化し、理想化して意味づけを行っている。この一連の認知プロセスをモデル化したものが理想化認知モデルである。